# ليونيل دوناتو
ليونيل دوناتو (17 يونيو 1964 بزوغ في سويسرا - ) هو لاعب كرة قدم سويسري في مركز الدفاع. لعب مع نادي لوهان كويسو ونادي مونتلوكون ونادي نيور وBourges 18 ‏.

## وصلات خارجية
- ليونيل دوناتو على موقع قاعدة بيانات كرة القدم.إي يو (الإنجليزية)